# 필리포 브루넬레스키
필리포 브루넬레스키(Filippo Brunelleschi, 1377년~1446년 4월 15일)는 이탈리아 르네상스의 선구자적 건축가 가운데 한 사람이다. 그가 만든 주요 작품은 모두 이탈리아 피렌체에 있다.

## 생애

### 초창기
브루넬레스키의 생애 초기에 대해서는 잘 알려져 있지 않다. 안토니오 마네티와 조르조 바사리의 저작이 유일한 기록이다. 이 기록들에 따르면 필리포의 아버지는 브루넬레스키 디 리포(Brunellesco di Lippo)이고, 어머니는 줄리아나 스피니(Giuliana Spini)이다. 필리포는 세 자녀들 중 둘째였다. 젊은 필리포는 공무원인 그의 아버지의 뒤를 잇게 할 의도로 문학과 수학 교육을 받았다. 그러나 예술에 마음을 둔 필리포는 금 세공사, 금속 세공사, 청동 세공사가 포함된 비단업자 길드인 아르테 델라 세타(Arte della Seta)에 등록하게 된다. 그는 1398년 금 세공 장인이 된다. 그가 속해있던 길드와 같은 길드에서 지은 그의 처음으로 중요한 작품인 고아원과 브루넬레스키가 금 세공 장인이 된 것은 시기가 일치하지 않는다.
1401년 브루넬레스키는 피렌체에 있는 세례당의 청동 문 세트를 디자인하는 공모전에 응모했다. 다른 젊은 금 세공인인 로렌초 기베르티와 함께 그는 이삭의 희생을 묘사한 금으로 도금된 청동판을 만들어냈다. 기베르티가 이삭의 모습을 나체의 토르소로 묘사한 데 비해 브루넬레스키의 참가작은 '가시 잡아당기는 사람'으로 알려진 고전적인 조각상을 참고했다. 1403년 기베르티가 그의 월등한 숙련된 기법으로 당선의 영예를 안았다. 기베르티의 청동판은 청동 주조의 매우 세련된 지식을 보여준다.; 이 청동 판은 한 조각으로 되어 있다. 반면에 브루넬레스키의 청동판은 뒷판에 볼트로 죄여진 몇 개의 조각들로 구성된다. 기베르티는 세례당을 위한 두 번째 청동 문의 제작에 착수했는데, 그 아름다움은 100년 뒤에 미켈란젤로가 "분명히 이것은 천국의 문이다"라고 칭송할 정도였다.

### 건축가로서의 브루넬레스키

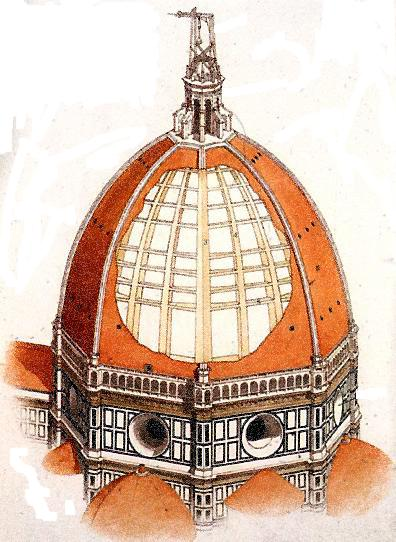
돔의 일부

산타 마리아 델 피오레 대성당의 브루넬레스키의 돔

브루넬레스키의 생애에 대해서는 금 세공인에서 건설자로의 전환한 것에 대한 것과 또한 고딕과 중세 양식에 대한 교육을 받은 것에서 막연하게 르네상스라고 불리는 건축과 도시 계획에서의 (브루넬레스키가 독창적 형태를 표현한) 신 고전주의로 옮겨 간 것에 대해서 적은 것만이 알려져 있다. 1400년경 중세의 형식주의와 대비되는 '인문주의'에 대한 관심이 대두되었다. 그러나 처음에 고대 로마에 대한 흥미는 일부 학자들, 작가들, 철학자들에게만 한정되었다. (처음에는 이것이 시각 예술에 영향을 미치지 못하였다.) 브루넬레스키와 그의 친구 도나텔로가 로마로 고대 로마 유적들을 연구하러 간 것은 이 시기(1402-1404년)로 보인다. 브루넬레스키처럼 도나텔로는 금 세공인의 작업장에서 교육을 받았고, 기베르티의 작업실에서 일하였다. 비록 이전 수십 년간 작가들과 철학자들이 고대 로마의 번영에 대해 논의하였지만, 브루넬레스키와 도나텔로가 여행을 하기 전까지 아무도 유적의 물리적 조직을 상세하게 연구하지는 않았다. 그들은 고대로마의 작가, 특히 아직도 볼 수 있는 직립구조를 위한 뛰어난 골조체계에 대해 서술한 건축십서를 지은 비트루비우스에게 매우 큰 영감을 받았다.

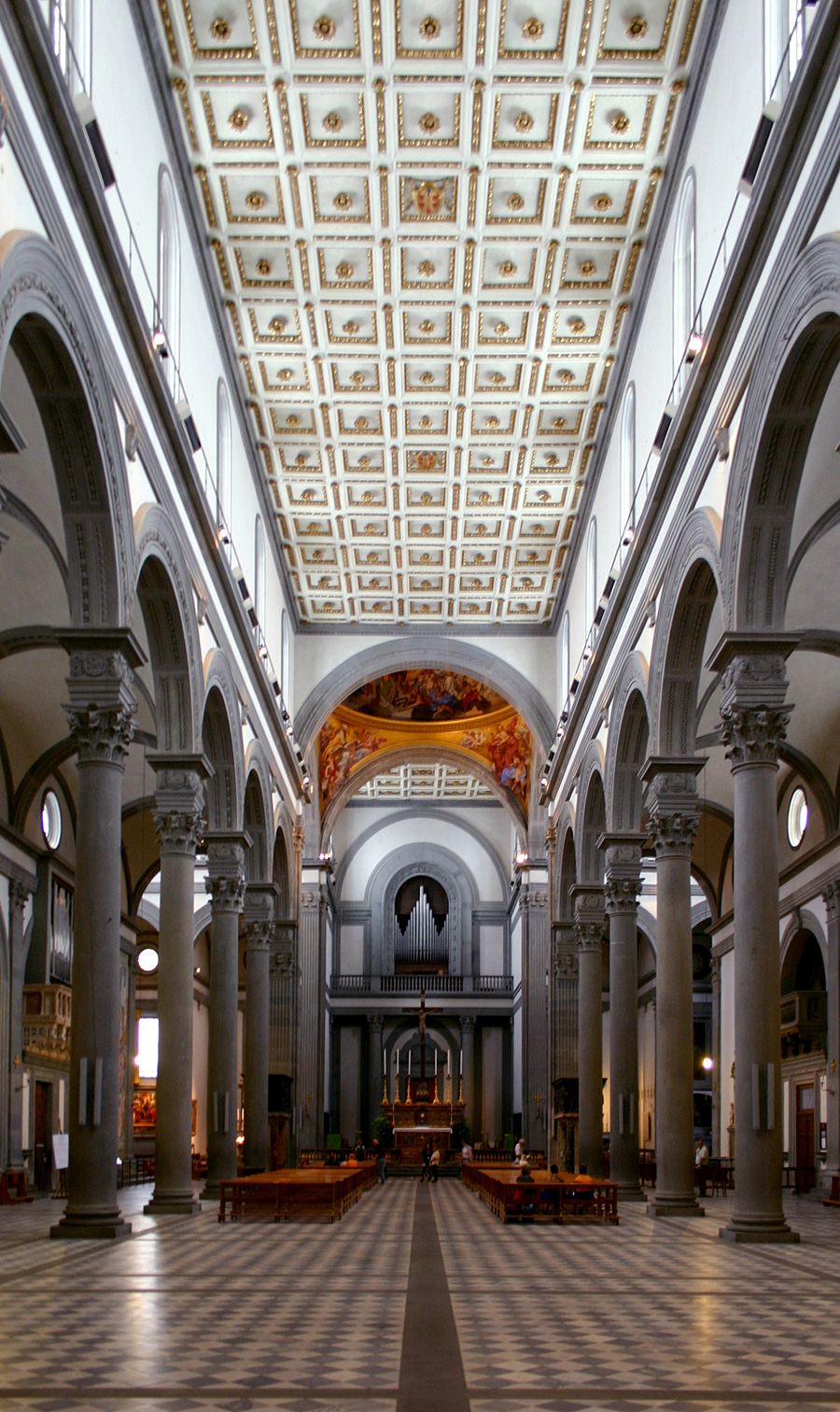
산 로렌초 성당의 네이브, 1421-1440.

브루넬레스키가 처음으로 받은 건축 의뢰는 오스페달레 델리 이노첸티(1419년-1445년경) 고아원이다. 이 건물의 긴 로지아(회랑)은 빈틈없고 구불구불한 피렌체 거리에서 잘 보이지 않는다. 이 건물의 아치들은 각각 8m 높이이고, 건물은 장엄하나 절제되어 있다. 여기에는 대리석이나 상감 세공 등의 장식이 보이지 않는다.
이 건물은 역시 피렌체의 고전 고대를 참고하여 기둥과 주두에 응용한 첫 번째 건물이다. 또한 이것은 피렌체에서 고전의 기둥과 주두를 명확하게 참고하여 만든 첫 번째 건물이다.
곧 다른 의뢰들이 들어왔다. 이들 중 가장 중요한 것은 피렌체 대성당 (1419년-1436년)과 성구실이다.

#### 피렌체 대성당
1296년 착공된 피렌체 대성당의 돔은 1418년까지 시작도 하지 못했다. 문제는 이전 세기에 건물이 설계되었을 때, 아무도 로마에 있는 판테온의 돔보다 규모가 큰 이 돔을 어떻게 지을지 의견을 내지 못하였는 것이다. (그리고 고대 이래로 이러한 크기의 돔은 없었다.) 도시 신부들이 버트레스를 금지했기 때문에 길고 강한 (그리고 충분한 양의) 비계로써 작업을 위해 서까래를 사용하는 것은 분명히 불가능했다. 이 크기의 돔이 어떻게 지어질 수 있을지 또는 붕괴를 막을 수 있을지는 불확실했다. 압축응력이 이 시대에 명확히 밝혀지지 않은 것과, 또 이 시기에 사용된 모르타르가 꽤 오랜 시간 비계 위에서 변형을 유지하면서 며칠간 기다려야 자리를 잡는다는 것도 고려해야 한다.
1419년 양모 상인 조합, 아르테 델라 라나(Arte della Lana),는 이 문제를 풀기 위해 설계 경기를 연다. 두명의 주요 경쟁자, 기베르티와 브루넬레스키, 중 브루넬레스키가 우승하여 돔 짓는 의뢰를 맡게 된다. 설계 경기의 문제는 계란을 대리석위에 세우는 것이였다. 경기에 참가한 유명한 건축가들 중 오직 브루넬레스키만이 해냈는데, 조르조 바사리의 의하면 "...그는 계란 한 쪽을 대리석에 쳐서 계란을 바로 세웠다... 다른 건축가들이 자신들도 그런식으로는 세울수 있다고 항의하자, 브루넬레스키는 웃으면서 자신의 디자인을 보면 다른 건축가들도 돔을 지을 수 있다고 말했다." (이 설계 경기에서 브루넬레스키의 답은 콜럼버스의 달걀이라고도 알려져있다.)

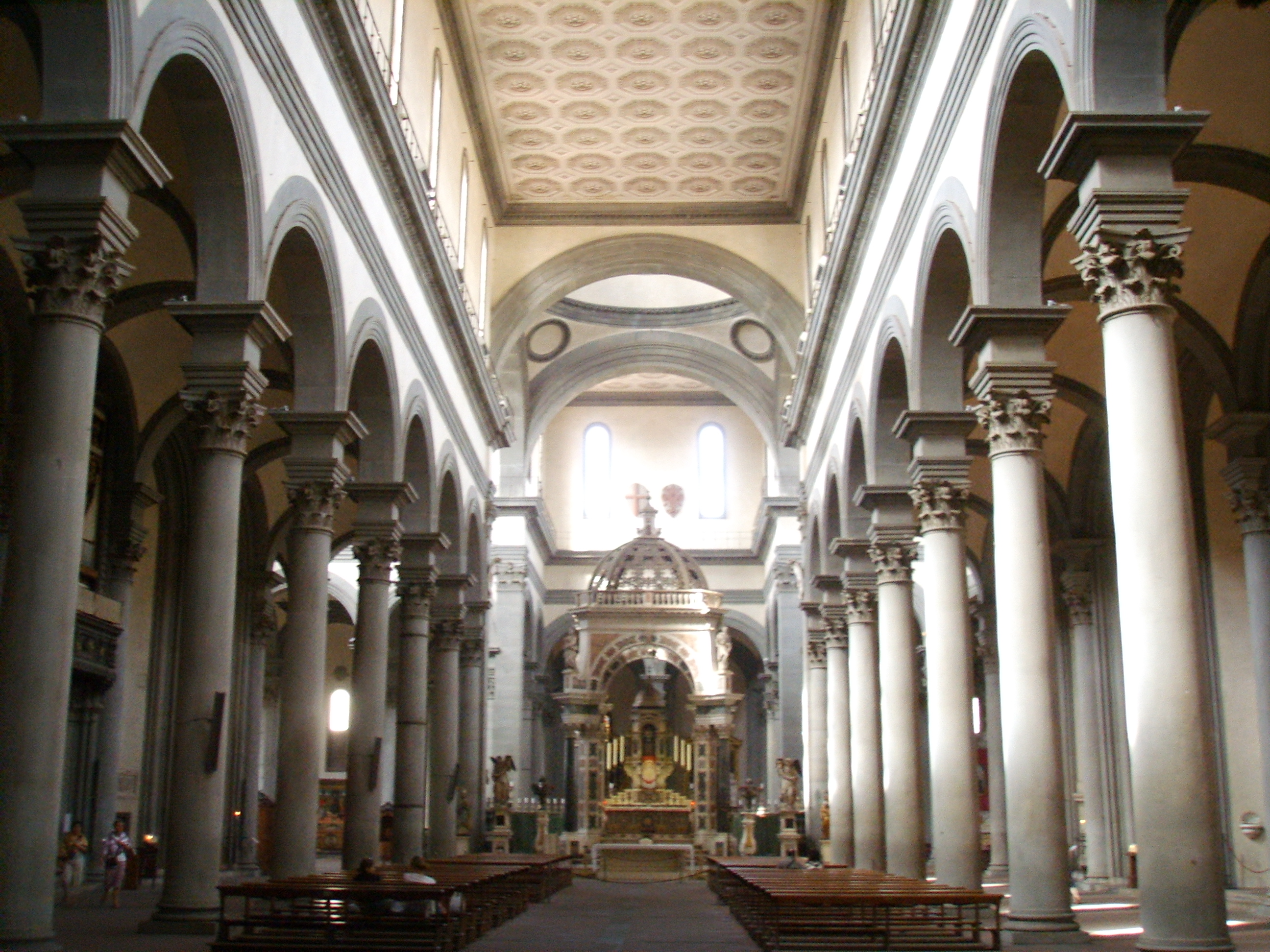
산토 스피리토 성당의 네이브, 1441-1481.

돔, 랜턴(1436년-1450년경 지어짐)과 엑세드라(1439년-1445년 지어짐)는 브루넬레스키의 생애에서 상당 부분을 차지했다. 브루넬레스키의 성공은 그의 기술적 수학적 천재성의 출중함 덕분이었다.
브루넬레스키가 설계한 두 교회들, 산 로렌초 디 피렌체 성당 (1419년-1480년대)과 산토 스피리토 성당 (1441년-1481년)은 르네상스 건축의 역사적 건조물로 평가되며 후자는 그의 생각에 밀접하게 따라 지어진 것으로 보인다.

## 같이 보기
- 파올로 달 포초 토스카넬리